# Christians Sogn (Fredericia Kommune)
Christians Sogn ist eine Kirchspielsgemeinde (dän.: Sogn) in Fredericia im südlichen Dänemark. Bis 1970 gehörte sie zur Harde Elbo Herred im damaligen Vejle Amt, danach zur Fredericia Kommune im erweiterten Vejle Amt, die im Zuge der  Kommunalreform zum 1. Januar 2007 Teil der Region Syddanmark geworden ist.

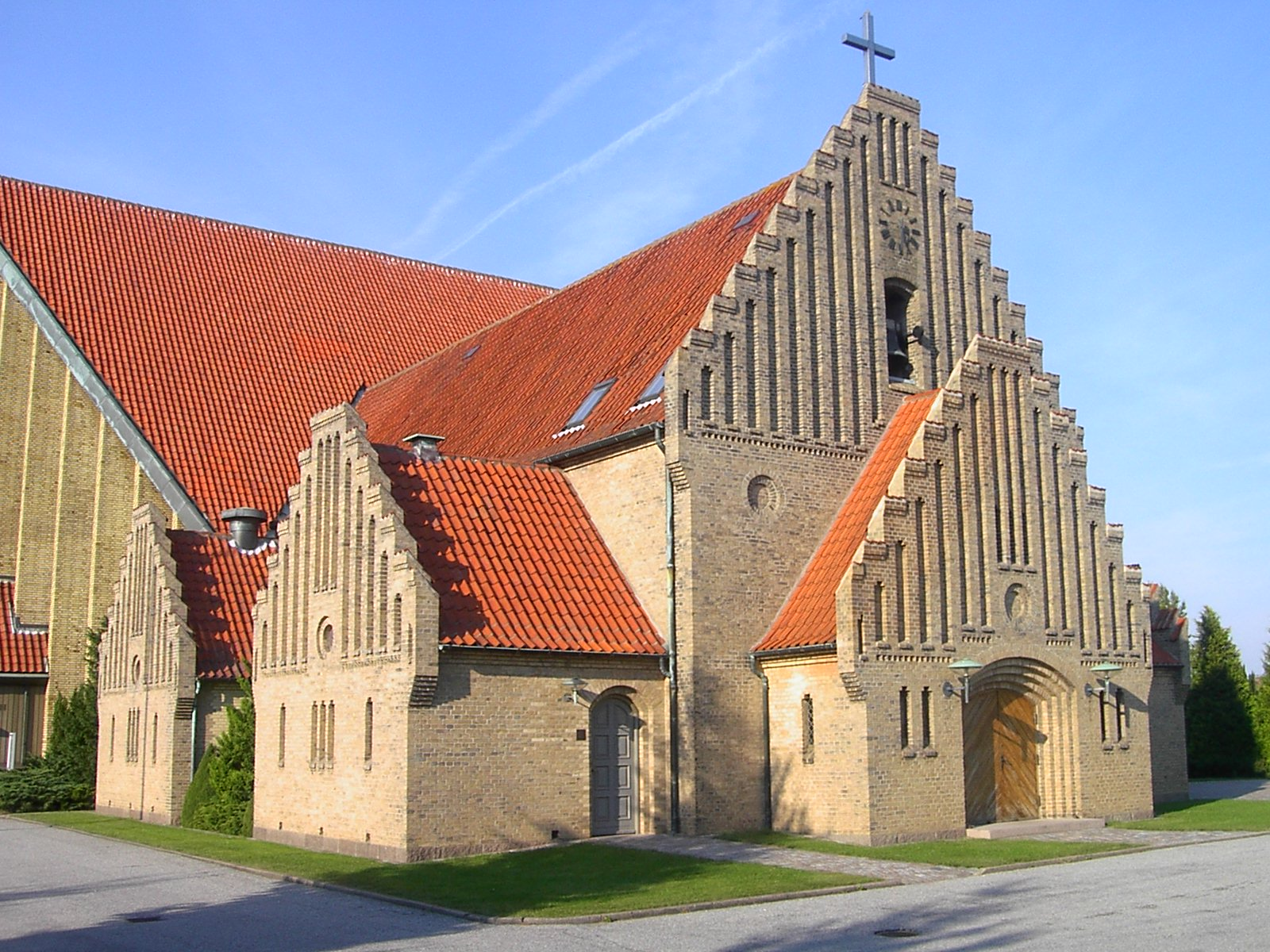
Christianskirke

Von den 41.243 Einwohnern von Fredericia leben 9043 im Kirchspiel (Stand:1. Januar 2023). Im Kirchspiel liegt die Kirche „Christianskirke“.
Nachbargemeinden sind im Norden Vejlby Sogn, im Westen Bredstrup Sogn, im Südwesten Hannerup Sogn und im Süden Sankt Michaelis Sogn und Trinitatis Sogn.